# Кортленд (Міннесота)
Кортленд (англ. Courtland) — місто (англ. city) в США, в окрузі Ніколлет штату Міннесота. Населення — 734 особи (2020).

## Географія
Кортленд розташований за координатами 44°16′12″ пн. ш. 94°20′47″ зх. д. / 44.27000° пн. ш. 94.34639° зх. д. (44.269989, -94.346503).  За даними Бюро перепису населення США в 2010 році місто мало площу 6,84 км², уся площа — суходіл.

## Демографія
Згідно з переписом 2010 року, у місті мешкало 611 особа в 237 домогосподарствах у складі 176 родин. Густота населення становила 89 осіб/км².  Було 251 помешкання (37/км²).
Расовий склад населення:
| - 99,0 % — білих - 0,7 % — азіатів - 0,2 % — чорних або афроамериканців |

До двох чи більше рас належало 0,2 %. Частка іспаномовних становила 0,7 % від усіх жителів.
За віковим діапазоном населення розподілялося таким чином: 24,4 % — особи молодші 18 років, 66,3 % — особи у віці 18—64 років, 9,3 % — особи у віці 65 років та старші. Медіана віку мешканця становила 37,7 року. На 100 осіб жіночої статі у місті припадало 102,3 чоловіків;  на 100 жінок у віці від 18 років та старших — 100,9 чоловіків також старших 18 років.
Середній дохід на одне домашнє господарство  становив 76 680 доларів США (медіана — 70 208), а середній дохід на одну сім'ю — 82 814 долари (медіана — 74 659). За межею бідності перебувало 3,1 % осіб, у тому числі 2,3 % дітей у віці до 18 років та 14,6 % осіб у віці 65 років та старших.
Цивільне працевлаштоване населення становило 440 осіб. Основні галузі зайнятості: виробництво — 23,4 %, освіта, охорона здоров'я та соціальна допомога — 20,5 %, транспорт — 10,0 %, роздрібна торгівля — 9,1 %.